# El mayorazgo de Basterretxe
El mayorazgo de Basterretxe en basc, Basterretxeren maiorazkoa és una pel·lícula espanyola muda del 1929 dirigida i produïda pels germans Mauro i Victor Azkona gràcies a la seva productora Producciones Azkona. L’argument es basada en la novel·la Mirentxu del jesuïta baixnavaarrès Pierre Lhande. També es la primera pel·lícula en la que apareix una ikurriña.
Algunes imatges d'aquella pel·lícula van aparèixer a Euskal Pilota. Larrua harriaren kontra a la pel·lícula.

## Estrena
L'anunci de la projecció el 19 de desembre de 1928 al Teatre Principe de Donostia deia: "Aquest és l'esdeveniment cinematogràfic més gran de la regió. Aquesta pel·lícula local té ambient basc, artistes bascos, paisatges bascos i producció basca. Tot és d'origen basc en aquesta pel·lícula, perquè mostra els costums del segle passat, i apareixen a la pantalla amb gran realisme, sense descuidar cap despesa”. Va ser un èxit de públic i de crítica, encara que la despesa en diners no es va amortitzar. Malauradament, l'estrena va coincidir amb l'estrena de pel·lícules sonores, que d'alguna manera descartaven la possibilitat de projectar la pel·lícula dels germans Azkona a Madrid o Barcelona.

## Problemes
Entre altres coses, van tenir problemes econòmics durant el rodatge. Van haver de recórrer a professionals reals per interpretar la prostituta, perquè els actors reals no estaven disposats a actuar així. També va haver de suportar la persecució política del Governador civil, perquè al principi, en llegir el guió, va prohibir que la bandera aparegués en un dansa folklòrica. Un altre dia, els actors i actrius de la pel·lícula van haver de caminar per Bilbao amb roba d'època fins al lloc de rodatge, i els germans Azkona van trobar un avís del Governador al diari l'endemà, prohibint les aparicions folklòriques no autoritzades.

## Argument
Mitjans del segle xix. La granja dels Basterretxe es troba a Aizkorri, un poble de la costa de Bizkaia. Josetxu, vol deixar les feines agrícoles i anar al mar. La seva germana Mirentxu s'ha enamorat de Txomin, el millor dansaire del poble.
Don Timoteo, l'indià vol prendre possessió de la propietat dels Basterretxe a qualsevol preu i s'aprofita de la passió marinera de Josetxu. Un dia apareix mort Tasio, l’amo de Basterretxe, i n’acusen Txomin, alhora que Don Timoteo els embarga la casa. Tanmateix, Txomin, que ha adquirit una cultura, retorna i aconsegueix que Don Timoteo pagui pel que ha fet 

## Repartiment
- Margarita Arregi
- Víctor Barguilla
- Lucia Basterretxea
- Martina Basterretxe
- Faustino Bilbao
- Juan Bilbao
- Elvira Castro
- José María Cerezo
- Vicente Cerezo
- José Frías
- Eduardo Morata
- Rosario Nogués
- Josetxu Salamanca
- Julián Salamanca
- Ester Souto
- Francisco Veintemillas
- Orlando Villafranca
- Jesús Yoldi